# Episodi di Letter to Loretta (settima stagione)
La settima stagione della serie televisiva Letter to Loretta (poi The Loretta Young Show) è andata in onda negli Stati Uniti dal 20 settembre 1959 al 5 giugno 1960 sulla NBC.
| nº | Titolo originale                | Prima TV USA      |
| -- | ------------------------------- | ----------------- |
| 1  | The Road                        | 20 settembre 1959 |
| 2  | One Beautiful Moment            | 27 settembre 1959 |
| 3  | The Strangers That Came to Town | 4 ottobre 1959    |
| 4  | Mask of Evidence                | 11 ottobre 1959   |
| 5  | Circles of Panic                | 25 ottobre 1959   |
| 6  | The Red Dress                   | 1º novembre 1959  |
| 7  | A New Step                      | 8 novembre 1959   |
| 8  | Ten Men and a Girl              | 15 novembre 1959  |
| 9  | The Lady in the Fish Bowl       | 22 novembre 1959  |
| 10 | Vengeance is Thine              | 29 novembre 1959  |
| 11 | The Penthouse                   | 6 dicembre 1959   |
| 12 | Alien Love                      | 13 dicembre 1959  |
| 13 | Shower of Ashes                 | 27 dicembre 1959  |
| 14 | The Grenade                     | 3 gennaio 1960    |
| 15 | Little Monster, Tall Tales      | 10 gennaio 1960   |
| 16 | Off Duty Affair                 | 17 gennaio 1960   |
| 17 | Mrs. Minton                     | 24 gennaio 1960   |
| 18 | The Hired Hand                  | 7 febbraio 1960   |
| 19 | Slight Delay                    | 14 febbraio 1960  |
| 20 | Second Spring                   | 21 febbraio 1960  |
| 21 | Crisis in 114                   | 6 marzo 1960      |
| 22 | The Trouble with Laury's Men    | 13 marzo 1960     |
| 23 | The Trial                       | 20 marzo 1960     |
| 24 | Plain, Unmarked Envelope        | 3 aprile 1960     |
| 25 | The Best Season                 | 17 aprile 1960    |
| 26 | The Unwanted                    | 1º maggio 1960    |
| 27 | Faith, Hope and Mr. Flaherty    | 8 maggio 1960     |
| 28 | The Eternal Vow: Part 1         | 15 maggio 1960    |
| 29 | The Eternal Vow: Part 2         | 22 maggio 1960    |
| 30 | The Misfit                      | 5 giugno 1960     |

## The Road
- Prima televisiva: 20 settembre 1959

### Trama
- Guest star: Loretta Young (Alice Ward), Robert Brubaker (Gerald Ward), Joseph Cuby (Boy), Victor Francen (Brancardier), Paula Dehelly (Jean)

## One Beautiful Moment
- Prima televisiva: 27 settembre 1959

### Trama
- Guest star: Loretta Young (Audrey Dickerson), Barry Atwater (Mayfield), Katherine Warren (Mrs. Mayfield), Sara Taft (Mrs. Dickerson), Phil Chambers (Riley), Gretchen Thomas (Miss Holliday)

## The Strangers That Came to Town
- Prima televisiva: 4 ottobre 1959

### Trama
- Guest star: John Beal (padre), David Duval (1st Son), Malcolm Cassell (2nd Son), Gabriel Curtiz (Duvitche), Jan Tine (Younger Duvitche)

## Mask of Evidence
- Prima televisiva: 11 ottobre 1959
- Diretto da: Rudolph Maté
- Scritto da: Stephen Lord

### Trama
- Guest star: Loretta Young (Katherine), Barry Atwater (Stranger), Richard Garland (dottor Paul), Maidie Norman (Josie), Wendy Winkelman (Melanie)

## Circles of Panic
- Prima televisiva: 25 ottobre 1959

### Trama
- Guest star: Frank Lovejoy (Joe Winters), Ed Prentiss (David Peterson), Suzi Crandall (Ellie Winters), James Parnell (Smitty), Hugh Lawrence (Ed Randolph), Ralph Moody (Schneider), Philip Phillips (Petey Winters)

## The Red Dress
- Prima televisiva: 1º novembre 1959

### Trama
- Guest star: Nina Foch (Joan Rogers), Vickie Sue Conley (Susan), Dabbs Greer (dottor Baker), Fred Essler (Rogers)

## A New Step
- Prima televisiva: 8 novembre 1959

### Trama
- Guest star: Vinton Hayworth (dottor Elliott), Loretta Young (Polly Fry), Carl Crow (Peter White), Elizabeth Fielding (Ann)

## Ten Men and a Girl
- Prima televisiva: 15 novembre 1959

### Trama
- Guest star: Jackie Coogan (Snuff Carter), Dick Sargent (Billy Simpson), Regis Toomey (McCarthy), Sheldon Allman (Barber)

## The Lady in the Fish Bowl
- Prima televisiva: 22 novembre 1959
- Diretto da: Richard Morris
- Scritto da: Richard Morris
- Soggetto di: Marilyn Cantor Baker, Fred Ebb

### Trama
- Guest star: Loretta Young (Sally Hays), Fred Coby (Chuck), Robert Foulk (ufficiale di polizia), Kitty Kelly (Mrs. Foley), James Stone (Simpson), Jeffrey Stone (uomo), Philip Phillips (Billy Hays)

## Vengeance is Thine
- Prima televisiva: 29 novembre 1959

### Trama
- Guest star: Marshall Thompson (Jim Turner), Allen Breneman (Michael Cutler), Richard H. Cutting (procuratore distrettuale), John Eldredge (sindaco), James Hong (Lee Chan), Clegg Hoyt (Pete Cutler), Michael Pataki (Stanley Cutler), Beal Wong (Quong Wo)

## The Penthouse
- Prima televisiva: 6 dicembre 1959

### Trama
- Guest star: Elliott Reid (Mark Waxman), Loretta Young (Augusta Smith), Carl Crow (Steve Rogers), Fred Coby (barista)

## Alien Love
- Prima televisiva: 13 dicembre 1959
- Diretto da: Rudolph Maté
- Soggetto di: Walter Tevis

### Trama
- Guest star: Loretta Young (Anita Dodd), Walter Slezak (Emil Kronstadt), Kitty Kelly (Gloria Schumacher), Maurice Manson (Marton), Sue Lyon (Laurie), Frank Gardner (Jerry), Helen Andrews (Mrs. Williams)

## Shower of Ashes
- Prima televisiva: 27 dicembre 1959

### Trama
- Guest star: Everett Sloane (David), Eduard Franz (reverendo Travers), Don Edmonds (Matt), Patty Ann Gerrity (Judy), Fern Barry (moglie di David)

## The Grenade
- Prima televisiva: 3 gennaio 1960
- Diretto da: Rudolph Maté
- Soggetto di: David Robinson

### Trama
- Guest star: John Ericson (Carl Stanton), Fredd Wayne (Ed Crawley), Dabbs Greer (dottor Merrill), Joel Marston (Norman Adams), Jean Howell (Marie Crowley), Philip Phillips (Jimmy Crawley)

## Little Monster, Tall Tales
- Prima televisiva: 10 gennaio 1960

### Trama
- Guest star: Loretta Young (Donna Landon), Clement Brace (Bill Landon), Charles Herbert (Jeff)

## Off Duty Affair
- Prima televisiva: 17 gennaio 1960

### Trama
- Guest star: Marshall Thompson (Dan Jenkins), Christine White (Katy Kilbourne), Charles Aidman (Joey Willard), Mary Treen (Zia Gladys)

## Mrs. Minton
- Prima televisiva: 24 gennaio 1960
- Diretto da: Richard Morris
- Scritto da: Richard Morris

### Trama
- Guest star: Loretta Young (Felice Minton), Henry Brandon (John Buckley), Glenn Langan (Howard Minton), Kitty Kelly (Waitress), Jody Lawrance (Miss Vivan)

## The Hired Hand
- Prima televisiva: 7 febbraio 1960

### Trama
- Guest star: Ricardo Montalbán (Frank), William Fawcett (Jake), Christine White (Norma), Harry Shannon (Tom)

## Slight Delay
- Prima televisiva: 14 febbraio 1960

### Trama
- Guest star: Skip Homeier (Frankie Salmo), Mary Young (Birdie Pennybaker), Grace Lenard (Connie)

## Second Spring
- Prima televisiva: 21 febbraio 1960

### Trama
- Guest star: Loretta Young (Betty Rogers), Malcolm Cassell (Chuck Rogers), Don Haggerty (Bill Rogers), Angus Duncan (Tom), James Parnell (Fred), Marlene Willis (Donna Rogers), George Eldredge (dottore)

## Crisis in 114
- Prima televisiva: 6 marzo 1960

### Trama
- Guest star: Don Haggerty (Mike Pritchett), Everett Sloane (Seller), William Hinnant (Tommy Seller), Mary Alan Hokanson (madre), Marshall Kent (Wyckoff)

## The Trouble with Laury's Men
- Prima televisiva: 13 marzo 1960

### Trama
- Guest star: Loretta Young (Janet Barlow), Glenn Langan (Dan Barlow), Julie Sommars (Laury Barlow), Joe Cronin (Curt)

## The Trial
- Prima televisiva: 20 marzo 1960

### Trama
- Guest star: Regis Toomey (John Howell), Herbert Lytton (dottor Brockman), Mary Munday (Clara), John Clarke (Jones)

## Plain, Unmarked Envelope
- Prima televisiva: 3 aprile 1960
- Diretto da: Richard Carlson
- Scritto da: Pauline Stone, Michael Cosgrove

### Trama
- Guest star: Don DeFore (Jeremy Parker), Bethel Leslie (Shirley Parker), Denise Alexander (Joyce Parker), Anne Loos (Helen Bailey), Thomas Browne Henry (Postmaster), Davis Roberts (postino)

## The Best Season
- Prima televisiva: 17 aprile 1960

### Trama
- Guest star: Richard Carlson (Larry Carlson), June Vincent (Jeanne Carlson), Jon Lormer (dottore), Walter Woolf King (J. C. Walters)

## The Unwanted
- Prima televisiva: 1º maggio 1960

### Trama
- Guest star: Anna Lee (Anne Tracy), Robert Bray (Bob Tracy), Cheryl Crotser (Barbara), Vickie Sue Conley (Jane), Murray Parker (dottore), Henry Quan (poliziotto)

## Faith, Hope and Mr. Flaherty
- Prima televisiva: 8 maggio 1960
- Diretto da: Richard Morris
- Scritto da: Lowell S. Hawley
- Soggetto di: Richard Morris

### Trama
- Guest star: Loretta Young (Sorella Ann), Virginia Christine (Mrs. Spencer), J. M. Kerrigan (Flaherty), Ronny McEvoy (Drunk Man), Dorothy Crider (Drunk Woman), Fred Sherman (Bum)

## The Eternal Vow: Part 1
- Prima televisiva: 15 maggio 1960
- Diretto da: Richard Morris
- Scritto da: Richard Morris

### Trama
- Guest star: Loretta Young (Irene Sherwood), Jean-Pierre Aumont (Paul Jacquard), Jan Arvan (Yianis Canaris), Katherine Theodore (Eleni), George Conrad (Guide)

## The Eternal Vow: Part 2
- Prima televisiva: 22 maggio 1960
- Diretto da: Richard Morris
- Scritto da: Richard Morris

### Trama
- Guest star: Loretta Young (Irene Sherwood), Jan Arvan (Yianis Canaris), Jean-Pierre Aumont (Paul Jacquard), Katherine Theodore (Eleni), George Conrad (Guide)

## The Misfit
- Prima televisiva: 5 giugno 1960
- Diretto da: Everett Sloane
- Scritto da: Edwin Blum

### Trama
- Guest star: Everett Sloane (narratore), Henry Jones (Henry Stokes), Patricia Donahue (Charlotte Stokes), Madge Cleveland (Mrs. Wilson), Carlyle Mitchell (Wilson), Shirley Mitchell (Mrs. Mason), Roger Til (Charles), Jack Chefe (Frederick)